# Pteropus capistratus
Pteropus capistratus es una especie de murciélago frugivoro que pertenece a la familia Pteropodidae. Su distribución natural se ciñe a algunas zonas de Papúa Nueva Guinea, en inglés se le llama Bismarck masked flying fox, en alusión al Archipiélago Bismarck en el que habita. Anteriormente era considerado una subespecie de Pteropus temminckii. Cuenta con dos subespecies;  P. c. capistratus y P. c. ennisae.

## Distribución
La especie se encuentra en las siguientes islas: Isla de Mioko, Nueva Bretaña, Nueva Irlanda, Sakar, Islas del duque de York e Isla Umboi, todas ellas en el archipiélago Bismark de Papus Nueva Guinea.